# Bodolyabér
Bodolyabér es un pueblo ubicado en el distrito de Komló, en el condado de Baranya, Hungría.

## Superficie
Posee una superficie de 9,090 kilómetros cuadrados.

## Demografía
Hasta 2019 la población era de 199 habitantes, con una densidad de población de 21,89 habitantes por kilómetro cuadrado.